# Chebská stráž

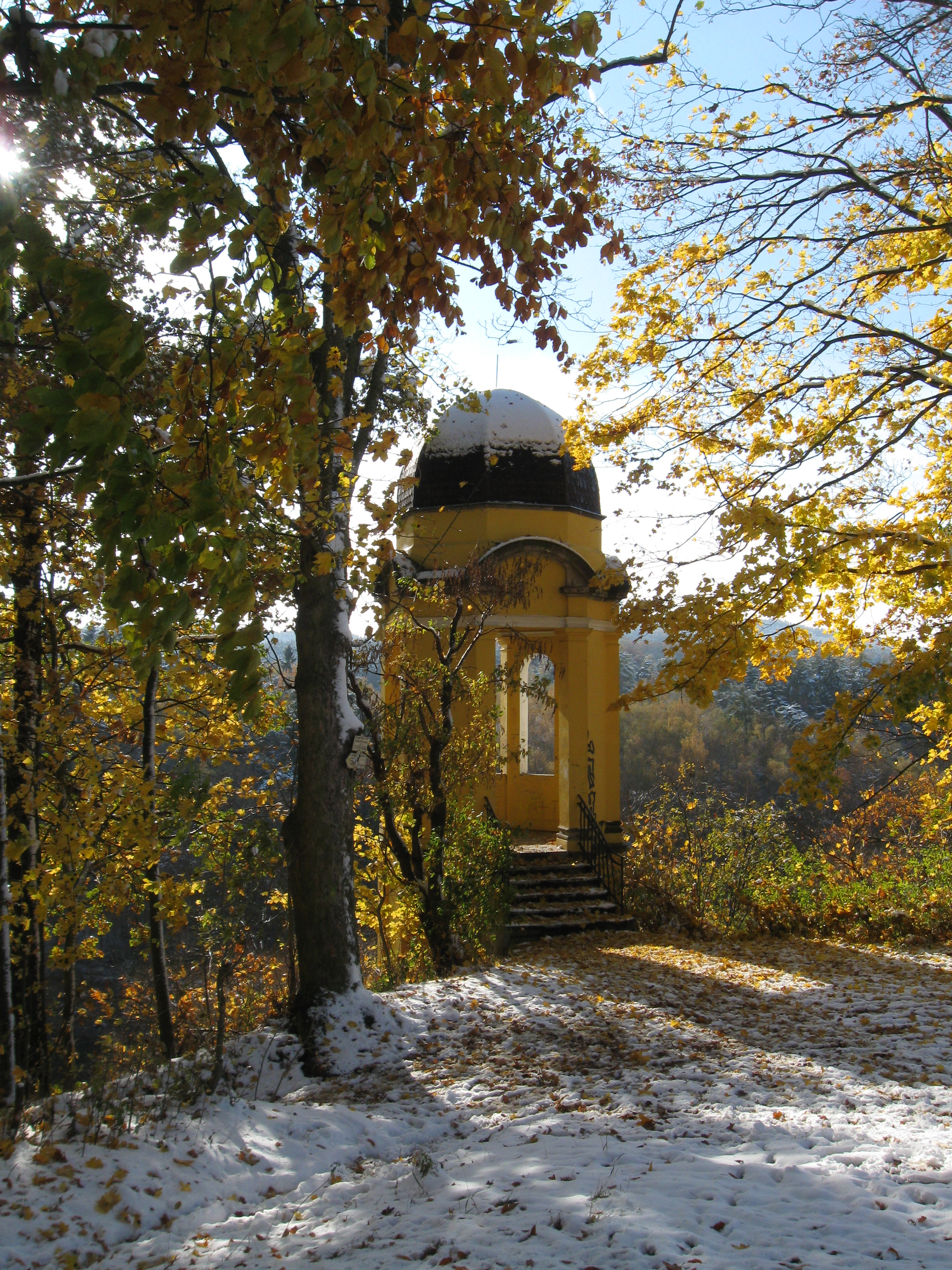

Chebská stráž (německy Egerwarte) je název vyhlídky nad vodní nádrží Skalka, při cestě mezi Skalkou a Chebem v Karlovarském kraji. Na místě vyhlídky stojí empírový altán. Původně stával nad řekou a byl z něho rozhled do údolí Ohře. Po vybudování přehrady však voda stoupla a přerostly jej i okolní stromy. Přesto je z něj stále dobrý rozhled. Nedaleko od Chebské stráže se nachází hotel a resort Stein.

## Dostupnost
Místem prochází červeně značená turistická stezka ze Skalky na Cheb. Cykloturisty sem zavede Národní cyklotrasa 36. K Chebské stráži se můžete dostat dvěma cestami, jednou je obyčejná lesní cesta. Druhou cestou je Kouzelný les, ve kterém se nachází naučné tabule o historii Chebu a jeho okolí. Také zde najdeme hry o lese, na kterých si návštěvníci potrénují znalosti o lese.